# Ștefan Preda
Ștefan Gabriel Preda, född 18 juni 1970, är en rumänsk före detta fotbollstränare och professionell fotbollsmålvakt som spelade för fotbollsklubbarna Petrolul Ploiești, Dinamo București, Astra Ploiești, Universitatea Craiova, Argeș Pitești, Unirea Urziceni och Brazi mellan 1993 och 2007. Han vann en rumänsk cup med Petrolul Ploiești för säsongen 1994-1995 och två ligamästerskap och två ytterligare rumänska cuper med Dinamo București (1999-2000 och 2003-2004). Preda spelade också tre landslagsmatcher för det rumänska fotbollslandslaget mellan 1994 och 1995.
Efter den aktiva spelarkarriären har han tränat Câmpina och Brazi.